# Vuelta a España 2019 – 9. etap
9. etap kolarskiego wyścigu Vuelta a España 2019 odbył się 1 września na trasie liczącej 94,4 km. Start etapu miał miejsce w Andorze, a meta na Cortals d’Encamp.

## Klasyfikacja etapu
| \| Klasyfikacja etapu \| Klasyfikacja etapu \| Klasyfikacja etapu \| Klasyfikacja etapu \| Klasyfikacja etapu \| \| Kolarz \| Kolarz \| Państwo \| Drużyna \| Czas \| \| ------------------ \| ------------------- \| ------------------ \| ------------------ \| ------------------ \| \| 1. \| Tadej Pogačar \| Słowenia \| UAE Team Emirates \| 2h 58' 09" \| \| 2. \| Nairo Quintana \| Kolumbia \| Movistar Team \| + 23" \| \| 3. \| Primož Roglič \| Słowenia \| Team Jumbo-Visma \| + 48" \| \| 4. \| Alejandro Valverde \| Hiszpania \| Movistar Team \| + 48" \| \| 5. \| Marc Soler \| Hiszpania \| Movistar Team \| + 57" \| \| 6. \| Hermann Pernsteiner \| Austria \| Bahrain-Merida \| + 59" \| \| 7. \| Sergio Higuita \| Kolumbia \| EF Education First \| + 1' 01" \| \| 8. \| Wilco Kelderman \| Holandia \| Team Sunweb \| + 1' 01" \| \| 9. \| Miguel Ángel López \| Kolumbia \| Astana \| + 1' 01" \| \| 10. \| Tao Geoghegan Hart \| Wielka Brytania \| Team Ineos \| + 1' 38" \| |                     |                 |                    |            |
| |                     |                 |                    |            |
| Źródło: ProCyclingStats |                     |                 |                    |            |
| Klasyfikacja etapu |                     |                 |                    |            |
| Kolarz | Kolarz              | Państwo         | Drużyna            | Czas       |
| 1. | Tadej Pogačar       | Słowenia        | UAE Team Emirates  | 2h 58' 09" |
| 2. | Nairo Quintana      | Kolumbia        | Movistar Team      | + 23"      |
| 3. | Primož Roglič       | Słowenia        | Team Jumbo-Visma   | + 48"      |
| 4. | Alejandro Valverde  | Hiszpania       | Movistar Team      | + 48"      |
| 5. | Marc Soler          | Hiszpania       | Movistar Team      | + 57"      |
| 6. | Hermann Pernsteiner | Austria         | Bahrain-Merida     | + 59"      |
| 7. | Sergio Higuita      | Kolumbia        | EF Education First | + 1' 01"   |
| 8. | Wilco Kelderman     | Holandia        | Team Sunweb        | + 1' 01"   |
| 9. | Miguel Ángel López  | Kolumbia        | Astana             | + 1' 01"   |
| 10. | Tao Geoghegan Hart  | Wielka Brytania | Team Ineos         | + 1' 38"   |

## Klasyfikacje po etapie

### Klasyfikacja generalna
| \| Klasyfikacja generalna \| Klasyfikacja generalna \| Klasyfikacja generalna \| Klasyfikacja generalna \| Klasyfikacja generalna \| \| Kolarz \| Kolarz \| Państwo \| Drużyna \| Czas \| \| ---------------------- \| ---------------------- \| ---------------------- \| -------------------------- \| ---------------------- \| \| 1. \| Nairo Quintana \| Kolumbia \| Movistar Team \| 35h 18' 18" \| \| 2. \| Primož Roglič \| Słowenia \| Team Jumbo-Visma \| + 6" \| \| 3. \| Miguel Ángel López \| Kolumbia \| Astana \| + 17" \| \| 4. \| Alejandro Valverde \| Hiszpania \| Movistar Team \| + 20" \| \| 5. \| Tadej Pogačar \| Słowenia \| UAE Team Emirates \| + 1' 42" \| \| 6. \| Carl Fredrik Hagen \| Norwegia \| Lotto-Soudal \| + 1' 46" \| \| 7. \| Nicolas Edet \| Francja \| Cofidis, Solutions Crédits \| + 2' 21" \| \| 8. \| Rafał Majka \| Polska \| Bora-Hansgrohe \| + 3' 22" \| \| 9. \| Wilco Kelderman \| Holandia \| Team Sunweb \| + 3' 53" \| \| 10. \| Dylan Teuns \| Belgia \| Bahrain-Merida \| + 4' 46" \| |                    |           |                            |             |
| |                    |           |                            |             |
| Źródło: ProCyclingStats |                    |           |                            |             |
| Klasyfikacja generalna |                    |           |                            |             |
| Kolarz | Kolarz             | Państwo   | Drużyna                    | Czas        |
| 1. | Nairo Quintana     | Kolumbia  | Movistar Team              | 35h 18' 18" |
| 2. | Primož Roglič      | Słowenia  | Team Jumbo-Visma           | + 6"        |
| 3. | Miguel Ángel López | Kolumbia  | Astana                     | + 17"       |
| 4. | Alejandro Valverde | Hiszpania | Movistar Team              | + 20"       |
| 5. | Tadej Pogačar      | Słowenia  | UAE Team Emirates          | + 1' 42"    |
| 6. | Carl Fredrik Hagen | Norwegia  | Lotto-Soudal               | + 1' 46"    |
| 7. | Nicolas Edet       | Francja   | Cofidis, Solutions Crédits | + 2' 21"    |
| 8. | Rafał Majka        | Polska    | Bora-Hansgrohe             | + 3' 22"    |
| 9. | Wilco Kelderman    | Holandia  | Team Sunweb                | + 3' 53"    |
| 10. | Dylan Teuns        | Belgia    | Bahrain-Merida             | + 4' 46"    |

### Klasyfikacja punktowa
| Klasyfikacja punktowa | Klasyfikacja punktowa | Klasyfikacja punktowa | Klasyfikacja punktowa  | Klasyfikacja punktowa |
| Kolarz                | Kolarz                | Państwo               | Drużyna                | Punkty                |
| --------------------- | --------------------- | --------------------- | ---------------------- | --------------------- |
| 1.                    | Nairo Quintana        | Kolumbia              | Movistar Team          | 70 pkt                |
| 2.                    | Primož Roglič         | Słowenia              | Team Jumbo-Visma       | 64 pkt                |
| 3.                    | Alejandro Valverde    | Hiszpania             | Movistar Team          | 58 pkt                |
| 4.                    | Tadej Pogačar         | Słowenia              | UAE Team Emirates      | 56 pkt                |
| 5.                    | Sam Bennett           | Irlandia              | Bora-Hansgrohe         | 45 pkt                |
| 6.                    | Miguel Ángel López    | Kolumbia              | Astana                 | 40 pkt                |
| 7.                    | Fabio Jakobsen        | Holandia              | Deceuninck-Quick Step  | 34 pkt                |
| 8.                    | Dylan Teuns           | Belgia                | Bahrain-Merida         | 30 pkt                |
| 9.                    | Nikias Arndt          | Niemcy                | Team Sunweb            | 27 pkt                |
| 10.                   | Alex Aranburu         | Hiszpania             | Caja Rural-Seguros RGA | 27 pkt                |

### Klasyfikacja górska
| Klasyfikacja górska | Klasyfikacja górska | Klasyfikacja górska | Klasyfikacja górska           | Klasyfikacja górska |
| Kolarz              | Kolarz              | Państwo             | Drużyna                       | Punkty              |
| ------------------- | ------------------- | ------------------- | ----------------------------- | ------------------- |
| 1.                  | Ángel Madrazo       | Hiszpania           | Burgos-BH                     | 29 pkt              |
| 2.                  | Geoffrey Bouchard   | Francja             | AG2R La Mondiale              | 21 pkt              |
| 3.                  | Alejandro Valverde  | Hiszpania           | Movistar Team                 | 18 pkt              |
| 4.                  | Sergio Henao        | Kolumbia            | UAE Team Emirates             | 17 pkt              |
| 5.                  | Mikel Bizkarra      | Hiszpania           | Euskadi Basque Country-Murias | 16 pkt              |
| 6.                  | Jetse Bol           | Holandia            | Burgos-BH                     | 11 pkt              |
| 7.                  | Tadej Pogačar       | Słowenia            | UAE Team Emirates             | 10 pkt              |
| 8.                  | Primož Roglič       | Słowenia            | Team Jumbo-Visma              | 10 pkt              |
| 9.                  | Hermann Pernsteiner | Austria             | Bahrain-Merida                | 10 pkt              |
| 10.                 | Wout Poels          | Holandia            | Team Ineos                    | 9 pkt               |

### Klasyfikacja młodzieżowa
| Klasyfikacja młodzieżowa | Klasyfikacja młodzieżowa | Klasyfikacja młodzieżowa | Klasyfikacja młodzieżowa      | Klasyfikacja młodzieżowa |
| Kolarz                   | Kolarz                   | Państwo                  | Drużyna                       | Czas                     |
| ------------------------ | ------------------------ | ------------------------ | ----------------------------- | ------------------------ |
| 1.                       | Miguel Ángel López       | Kolumbia                 | Astana                        | 35h 18' 35"              |
| 2.                       | Tadej Pogačar            | Słowenia                 | UAE Team Emirates             | + 1' 25"                 |
| 3.                       | Sergio Higuita           | Kolumbia                 | EF Education First            | + 6' 24"                 |
| 4.                       | Óscar Rodríguez          | Hiszpania                | Euskadi Basque Country-Murias | + 10' 00"                |
| 5.                       | Ruben Guerreiro          | Portugalia               | Katusha-Alpecin               | + 12' 12"                |
| 6.                       | James Knox               | Wielka Brytania          | Deceuninck-Quick Step         | + 13' 06"                |
| 7.                       | Daniel Felipe Martínez   | Kolumbia                 | EF Education First            | + 13' 33"                |
| 8.                       | Kilian Frankiny          | Szwajcaria               | Groupama-FDJ                  | + 15' 22"                |
| 9.                       | Cristián Rodríguez       | Hiszpania                | Caja Rural-Seguros RGA        | + 22' 23"                |
| 10.                      | Niklas Eg                | Dania                    | Trek-Segafredo                | + 28' 33"                |

### Klasyfikacja drużynowa
| Klasyfikacja drużynowa | Klasyfikacja drużynowa        | Klasyfikacja drużynowa | Klasyfikacja drużynowa |
| Drużyna                | Drużyna                       | Państwo                | Czas                   |
| ---------------------- | ----------------------------- | ---------------------- | ---------------------- |
| 1.                     | Movistar Team                 | Hiszpania              | 105h 18' 24"           |
| 2.                     | Team Jumbo-Visma              | Holandia               | + 15' 44"              |
| 3.                     | Astana                        | Kazachstan             | + 18' 36"              |
| 4.                     | Mitchelton-Scott              | Australia              | + 1h 00' 05"           |
| 5.                     | Cofidis, Solutions Crédits    | Francja                | + 1h 01' 12"           |
| 6.                     | AG2R La Mondiale              | Francja                | + 1h 01' 48"           |
| 7.                     | Euskadi Basque Country-Murias | Hiszpania              | + 1h 02' 44"           |
| 8.                     | Trek-Segafredo                | Stany Zjednoczone      | + 1h 06' 35"           |
| 9.                     | EF Education First            | Stany Zjednoczone      | + 1h 07' 06"           |
| 10.                    | Team Sunweb                   | Niemcy                 | + 1h 10' 41"           |